# Biblioteca de la Universitat d'Umeå

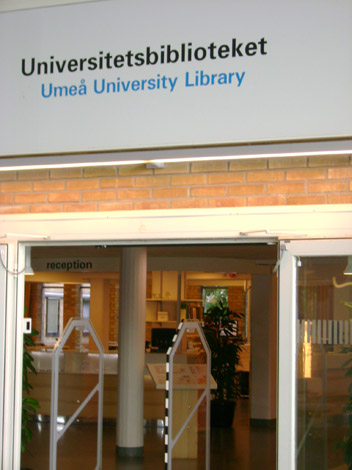
Entrada a la biblioteca

La Biblioteca de la Universitat d'Umeå (Umeå universitetsbibliotek en suec), abreviat com UmUB, és una de les set biblioteques de Suècia que per llei rep els llibres directament dels editors suecs amb una còpia de tots els llibres editats al país, el que es coneix com a pliktbibliotek en suec. Es troba a la Universitat d'Umeå, a la ciutat de la qual reb el nom, al nord del país, i és la principal biblioteca de Norrland.

## Història
El 1950 va nàixer com a biblioteca de la ciutat d'Umeå. El 1951 va ser reconeguda com a important per al nord de Suècia. Les editorials han de lliurar per llei una còpia de tots els llibres editats al país. Es va anar expandint gradualment per a donar serveis als investigadors i a l'educació universitària. El 1965, quan es va fundar la Universitat d'Umeå es va convertir en la biblioteca universitària. El 1968 es va construir un nou edifici per a la biblioteca al campus de la universitat. Ha tingut diverses ampliacions, l'última d'elles el 2006. El 2002 es va construir un edifici per a la biblioteca mèdica.
La biblioteca comprén diverses biblioteques com la biblioteca de la universitat (UB), els arxius per a investigació, la biblioteca mèdica de l'Hospital de la Universitat de Norrland, la del Campus d'Art d'Umeå i d'Örnsköldsvik.